# Yakov Eliashberg
Yakov Eliashberg (russe : Яков Матвеевич Элиашберг; né le 11 décembre 1946) est un mathématicien américain qui est né à Leningrad, en URSS.

## Formation et carrière
Il a reçu son doctorat de l'université de Leningrad en 1972 sous la direction de Vladimir Rokhline. De 1972 à 1979, il a enseigné à l'université d'État de Syktyvkar de la République des Komis de la Russie et de 1980 à 1987 il a travaillé dans l'industrie comme dirigeant d'un groupe de logiciels informatiques. En 1988, Eliashberg part aux États-Unis, et depuis 1989, il a été professeur de mathématiques à l'université Stanford.

## Prix et distinctions

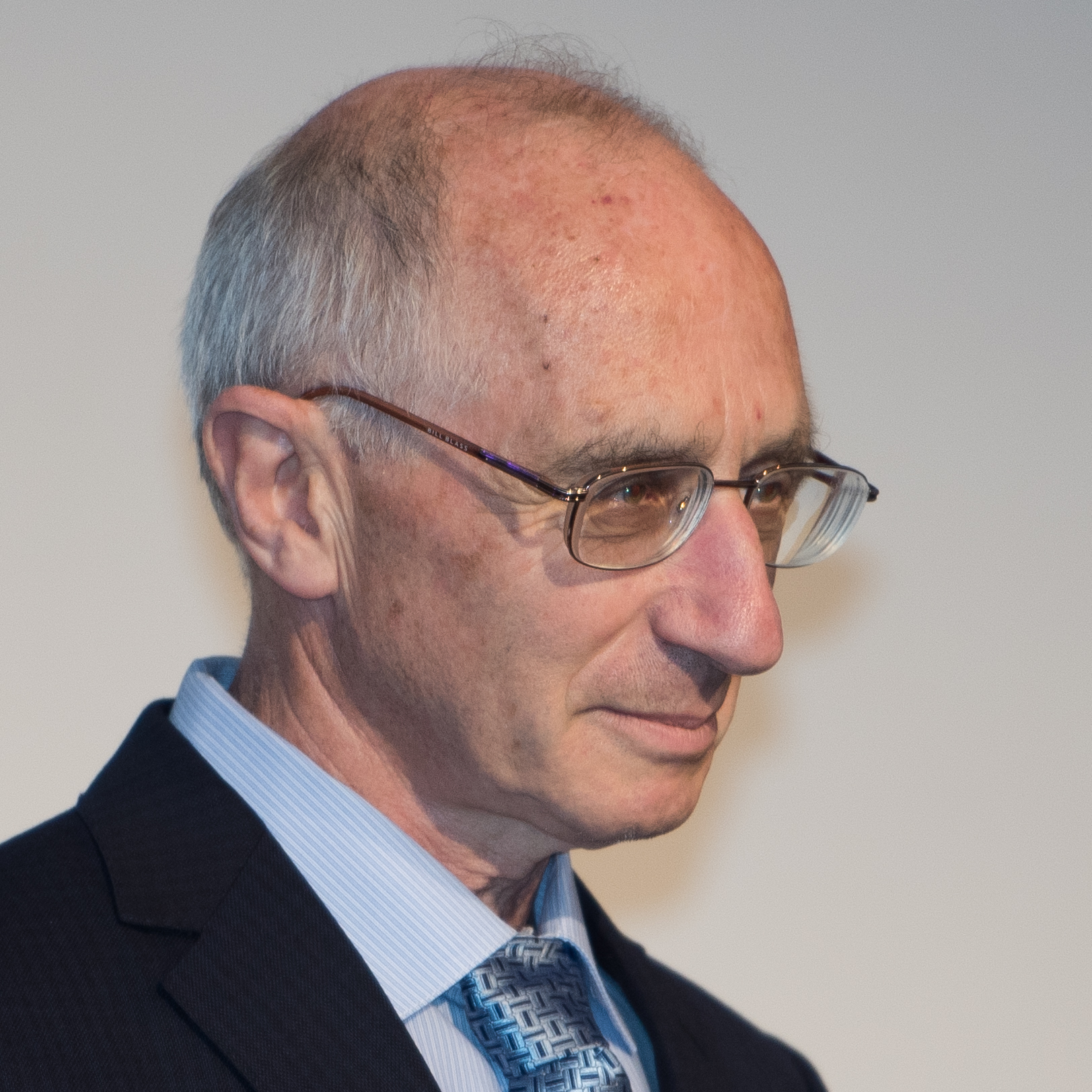
Yakov Eliashberg, lauréat du prix Crafoord en mathématiques 2016 à l'Académie royale des sciences de Stockholm en Suède en mai 2016

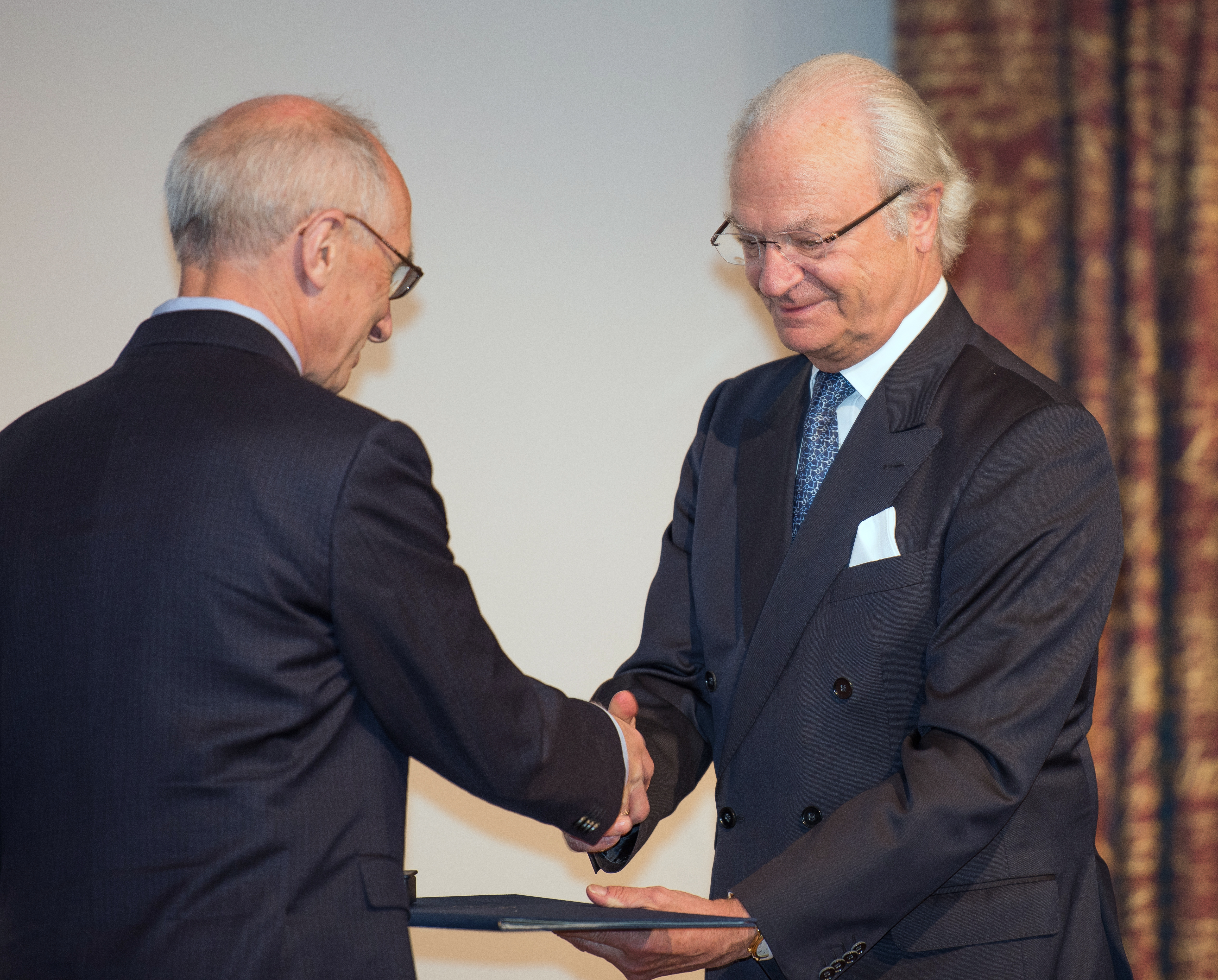
Yakov Eliashberg, lors de la remise du prix Crafoord en mai 2016.

Eliashberg reçu le prix de la Société mathématique de Saint-Pétersbourg en 1972. il était un conférencier invité au congrès international des mathématiciens en 1986 à Berkeley (« Combinatorial methods in symplectic topology »), en 1998 à Berlin (« Invariants in contact topology ») et en 2006 à Madrid, où il donne une conférence plénière (« Symplectic field theory and its applications »). Il a été invité à donner de nombreuses séries de conférences autour du monde. 
En 1995, Eliashberg a reçu une bourse Guggenheim. En 2001, il a reçu le prix Oswald-Veblen décerné par l'American Mathematical Society (AMS) pour son travail en topologie symplectique et en topologie de contact. En particulier pour sa preuve de la rigidité symplectique et le développement de la topologie de contact en 3-dimensions. En 2002, Eliashberg a été élu à l'Académie nationale des sciences. En 2009, il a reçu un doctorat Honoris Causa de l'ENS de Lyon et, en 2017, un doctorat honoris causa de l'université d'Uppsala.
En 2013, Eliashberg partage avec Helmut Hofer le prix Heinz-Hopf de l'École polytechnique fédérale de Zurich, pour leurs travaux de recherche novateurs en topologie symplectique. En 2012, il est devenu un fellow de l'American Mathematical Society. 
En 2016 Yakov Eliashberg a reçu le prix Crafoord en mathématiques de l'Académie royale des sciences de Suède « pour le développement de la topologie de contacts et de la topologie symplectique et ses découvertes révolutionnaires sur les phénomènes de rigidité et de flexibilité ».
En 2020, Yakov Eliashberg a reçu le prix Wolf de mathématiques avec Simon Donaldson.

## Sélection de publications
- « Combinatorial methods in symplectic topology », Proc. ICM Berkeley 1986, American Mathematical Society 1987, pp 531–539
- « Classification of overtwisted contact structures  on 3-manifolds », Inventiones Mathematicae, vol 98, 1989, pp 623–637
- « Invariants in contact topology », Proc. ICM Berlin 1998, vol 2
- avec William Thurston: « Confoliations ». University Lecture Series, 13. American Mathematical Society, 1998
- avec Alexander Givental (de), Helmut Hofer: « Introduction to Symplectic Field Theory », 2000, Arxiv
- avec Mikhaïl Gromov: « Convex symplectic manifolds », Proc. Symp. Pure Math., vol 52, tome 2, 1991, pp 135–162.
- avec Mikhaïl Gromov: « Lagrangian Intersection theory : Finite dimensional approach », Amer. Math. Soc. Transl. (2), vol 186, 1998, pp 27–118
- avec Mikhaïl Gromov: « Lagrangian intersections and the stable Morse theory », Boll. Unione Mat. Ital., VII. Ser., vol 11 Suppl. 1997, pp 289–326.
- avec Nikolai M. Mishachev: « Introduction to the h-principle », American Mathematical Society 2002